# Den andra sidan (musikalbum)
Den andra sidan är ett studioalbum av rockgruppen Babian, utgivet den 26 maj 2017 via HepTown Records. Albumet är den fjärde i ordningen för gruppen och innehåller singlarna Vi Två och Sprinten i din hand.
Albumet producerades av Babian och spelades in av Håkan Sörle från The Baboon Show och Emil Isaksson i Studio Möllan, Malmö januari 2017.
Skivan kom till som en intern adventskalender där sångaren och textförfattaren Tobias Allvin skickat bandet 24 heminspelningar under 24 dagar. Enligt bandet är både sound och text på detta album mörkare än deras föregående och en stark kritik till Alternativ-media och dess fake-news.

## Mottagande
Albumet fick fin kritik från tidningar som GAFFA och Nöjesguiden. Även en del bloggar gav god kritik.

## Låtlista
| Nr           | Titel                     | Text          | Musik                                                            | Längd |
| ------------ | ------------------------- | ------------- | ---------------------------------------------------------------- | ----- |
| 1.           | På botten                 | Tobias Allvin | Tobias Allvin, Conny Andersson, Christian Norefalk, Anders Baeck | 3:32  |
| 2.           | Vi två                    | Tobias Allvin | Tobias Allvin, Conny Andersson, Christian Norefalk, Anders Baeck | 2:45  |
| 3.           | Titta över axeln          | Tobias Allvin | Tobias Allvin, Conny Andersson, Christian Norefalk, Anders Baeck | 4:34  |
| 4.           | Svart är min sjukdom      | Tobias Allvin | Tobias Allvin, Conny Andersson, Christian Norefalk, Anders Baeck | 2:30  |
| 5.           | På den andra sidan        | Tobias Allvin | Tobias Allvin, Conny Andersson, Christian Norefalk, Anders Baeck | 5:00  |
| 6.           | Vi hittar aldrig hem      | Tobias Allvin | Tobias Allvin, Conny Andersson, Christian Norefalk, Anders Baeck | 5:48  |
| 7.           | Fågeln flyttar hem        | Tobias Allvin | Tobias Allvin, Conny Andersson, Christian Norefalk, Anders Baeck | 4:01  |
| 8.           | Knark eller vatten        | Tobias Allvin | Tobias Allvin, Conny Andersson, Christian Norefalk, Anders Baeck | 2:57  |
| 9.           | Sprinten i din hand       | Tobias Allvin | Tobias Allvin, Conny Andersson, Christian Norefalk, Anders Baeck | 2:19  |
| 10.          | Hårdare mot hårt          | Tobias Allvin | Tobias Allvin, Conny Andersson, Christian Norefalk, Anders Baeck | 2:58  |
| 11.          | Bli min vän               | Tobias Allvin | Tobias Allvin, Conny Andersson, Christian Norefalk, Anders Baeck | 3:11  |
| 12.          | Månsken                   | Tobias Allvin | Tobias Allvin, Conny Andersson, Christian Norefalk, Anders Baeck | 2:52  |
| 13.          | Allt som är mitt          | Tobias Allvin | Tobias Allvin, Conny Andersson, Christian Norefalk, Anders Baeck | 4:32  |
| 14.          | Berget                    | Tobias Allvin | Tobias Allvin, Conny Andersson, Christian Norefalk, Anders Baeck | 4:42  |
| 15.          | Det bultar och det bankar | Tobias Allvin | Tobias Allvin, Conny Andersson, Christian Norefalk, Anders Baeck | 4:34  |
| Total längd: | Total längd:              | Total längd:  | Total längd:                                                     | 56:23 |

## Medverkande

### Musiker
- Tobias Allvin - sång, gitarr, piano
- Conny Andersson - gitarr, sång
- Anders Baeck - trummor, sång
- Christian Norefalk - bas
- Anna Svensson - violin
- Ida Knutsson - violin
- Kate Eriksson - viola
- Cecilia Weissenreider - cello
- Göran Abelli - trombon, barytonhorn
- Martin Eriksson - kontrabas
- Frank Juul - tablas, sitar, tanpur
- Otis Sandsjö - tenorsaxofon, barytonsaxofon
- Andreas Stigsson - tvärflöjt
- Filip Runesson - violin, viola, cello

### Produktion
- Tobias Allvin - producent
- Håkan Sörle - inspelning, mixning
- Henrik Jonsson - mastring
- Krister Bladh - omslagsdesign, foto
- Björn Olsson - foto[4]